# Надажин (гміна)
Гміна Надажин (пол. Gmina Nadarzyn) — сільська гміна у центральній Польщі. Належить до Прушковського повіту Мазовецького воєводства.
Станом на 31 грудня 2011 у гміні проживало 11947 осіб.

## Площа
Згідно з даними за 2007 рік площа гміни становила 73.40 км², у тому числі:
- орні землі: 67.00%
- ліси: 18.00%

Таким чином, площа гміни становить 29.80% площі повіту.

## Населення
Станом на 31 грудня 2011:
| Опис     | Загалом | Загалом | Чоловіки | Чоловіки | Жінки | Жінки |
| -------- | ------- | ------- | -------- | -------- | ----- | ----- |
| одиниця  | осіб    | %       | осіб     | %        | осіб  | %     |
| все      | 11947   | 100     | 5730     | 47.96    | 6217  | 52.04 |
| міське   | 0       | 100     | 0        |          | 0     |       |
| сільське | 11947   | 100     | 5730     | 47.96    | 6217  | 52.04 |

## Сусідні гміни
Гміна Надажин межує з такими гмінами: Брвінув, Ґродзіськ-Мазовецький, Жаб'я Воля, Лешноволя, Міхаловіце, Рашин, Тарчин.